# Dekanat North Staffordshire
Dekanat North Staffordshire – jeden z 18 dekanatów rzymskokatolickiej archidiecezji Birmingham w Wielkiej Brytanii. W jego skład wchodzi 23 parafii.

## Lista parafii
| Lp. | Miejscowość          | Parafia                                               | Kościół                                                                | Grafika |
| --- | -------------------- | ----------------------------------------------------- | ---------------------------------------------------------------------- | ------- |
| 1   | Biddulph             | Parafia Angielskich Męczenników                       | Kościół Angielskich Męczenników w Biddulph                             |         |
| 2   | Newcastle-under-Lyme | Parafia Trójcy Przenajświętszej                       | Kościół Trójcy Przenajświętszej w Newcastle-under-Lyme                 |         |
| 3   | Abbey Hulton         | Parafia Najświętszej Maryi Panny i św. Benedykta      | Kościół Najświętszej Maryi Panny i św. Benedykta w Abbey Hulton        |         |
| 4   | Clayton              | Parafia Najświętszej Maryi Panny i św. Werburgha      | Kościół Najświętszej Maryi Panny i św. Werburgha w Clayton             |         |
| 5   | Stoke-on-Trent       | Parafia Matki Bożej Nieustającej Pomocy               | Kościół Matki Bożej Nieustającej Pomocy w Stoke-on-Trent               |         |
| 6   | Stoke-on-Trent       | Parafia Matki Bożej Anielskiej i św. Piotra w okowach | Kościół Matki Bożej Anielskiej i św. Piotra w okowach w Stoke-on-Trent |         |
| 7   | Tunstall             | Parafia Najświętszego Serca Jezusowego                | Kościół Najświętszego Serca Jezusowego w Tunstall                      |         |
| 8   | Stoke-on-Trent       | Parafia Najświętszego Serca Jezusowego                | Kościół Najświętszego Serca Jezusowego w Stoke-on-Trent                |         |
| 9   | Meir                 | Parafia św. Augustyna z Canterbury                    | Kościół św. Augustyna z Canterbury w Meir                              |         |
| 10  | Caverswall           | Parafia św. Filomeny                                  | Kościół św. Filomeny w Caverswall                                      |         |
| 11  | Stoke-on-Trent       | Parafia św. Jerzego i św. Marcina                     | Kościół św. Jerzego i św. Marcina w Stoke-on-Trent                     |         |
| 12  | Cheadle              | Parafia św. Idziego                                   | Kościół św. Idziego w Cheadle                                          |         |
| 13  | Stoke-on-Trent       | Parafia św. Grzegorza                                 | Kościół św. Grzegorza w Stoke-on-Trent                                 |         |
| 14  | Alton                | Parafia św. Jana Chrzciciela                          | Kościół św. Jana Chrzciciela w Alton                                   |         |
| 15  | Kidsgrove            | Parafia św. Jana Ewangelisty                          | Kościół św. Jana Ewangelisty w Kidsgrove                               |         |
| 16  | Burslem              | Parafia św. Józefa                                    | Kościół św. Józefa w Burslem                                           |         |
| 17  | Goldenhill           | Parafia św. Józefa                                    | Kościół św. Józefa w Goldenhill                                        |         |
| 18  | Stoke-on-Trent       | Parafia św. Marii Goretti                             | Kościół św. Marii Goretti w Stoke-on-Trent                             |         |
| 19  | Leek                 | Parafia św. Najświętszej Maryi Panny                  | Kościół Najświętszej Maryi Panny w Leek                                |         |
| 20  | Norton-le-Moors      | Parafia św. Najświętszej Maryi Panny                  | Kościół Najświętszej Maryi Panny w Norton-le-Moors                     |         |
| 21  | Cobridge             | Parafia św. Piotra                                    | Kościół św. Piotra w Cobridge                                          |         |
| 22  | Stoke-on-Trent       | Parafia św. Teresy od Dzieciątka Jezus                | Kościół św. Teresy od Dzieciątka Jezus w Stoke-on-Trent                |         |
| 23  | Wolstanton           | Parafia św. Wulstana                                  | Kościół św. Wulstana w Wolstanton                                      |         |